# María Serrano Serrano
María Serrano Serrano (n. San Javier, Sinaloa, 5 de abril de 1957). Es una política mexicana, miembro del Partido Acción Nacional, es Senadora por Sinaloa para el periodo 2006 a 2012.
Es Licenciada en Derecho egresada de la Universidad de Guadalajara, ha sido Diputada al Congreso de Sinaloa, donde fue subcoordinadora de la bancada del PAN y directora general en la Subsecretaría de Políticas Públicas de la Secretaría de la Reforma Agraria.
Electa Senadora suplente de Heriberto Félix Guerra, al solicitar este licencia al Senado para ser Subsecretario de la Pequeña y Mediana Empresa de las Secretaría de Economía, ocupó la curul para el periodo de 2006 a 2012.
- Datos: Q601438